# SK Jenbach
Der SK Jenbach ist ein österreichischer Fußballverein aus der Marktgemeinde Jenbach im Bezirk Schwaz in Tirol, der 1933 gegründet wurde. Die Jenbacher spielen aktuell in der Landesliga Ost.

## Gründung
Die Sektion Fußball der Sportvereinigung Jenbach, kurz SVg Jenbach, wurde 1933 durch junge Jenbacher gegründet. Am bestehenden Sportplatz am Gießen wurden Tore aufgestellt sowie Umkleidekabinen und ein Geräteschuppen gebaut. Die Trikots in den Vereinsfarben gelb und blau wurden vom Jenbacher Geschäftsmann Ditmand gespendet. In diesem Jahr wurden lediglich Freundschaftsspiele ausgetragen, später spielten die Jenbacher in der Tiroler Landesliga. 1953 erwarben der Sportklub einen Mannschaftsbus von der Freiwilligen Feuerwehr Jenbach.

## Männerfußball
Nachdem man im Jahr 1955 aus der Tiroler Liga abgestiegen war, verbrachte man die nächsten beiden Spielzeiten in der Gebietsliga Ost. In dieser Zeit verließen zahlreiche Leistungsträger den Verein. Erst in der Saison 1968/69 gelang unter Trainer Walter Skocik der Wiederaufstieg in die Tiroler Landesliga.
1977 konnte man das noch übertreffen und stieg in die Alpenliga auf, in der man sich allerdings nur drei Jahre halten konnte. Fortan ging es in der Tiroler Liga weiter, welche in der Ligenstruktur nun direkt nach der Alpenliga folgte. Dort platzierte man sich meist im Mittelfeld der Tabelle, musste allerdings 1987 den Abstieg in die Landesliga Ost hinnehmen.
1990 gliederte sich die Sektion Fußball unter Obmann Gernot Moser aus der SVG Jenbach aus und tritt seither unter der Bezeichnung SK Jenbach auf. Man spielte weiterhin in der Landesliga Ost, ehe 1995 der Aufstieg in die Tirolliga gelang und man überraschend gleich in der Debütsaison den vierten Rang belegte.
Das Hoch des SK Jenbach blieb bestehen, 1998/99 wurde man Tiroler Landesmeister (Meister der Tirolliga) und stieg als solcher in die überregionale Regionalliga (vormals Alpenliga) auf. Zu dieser Zeit gründete man eine Spielgemeinschaft mit dem FC Achensee aus Maurach. In der Debütsaison dieser Spielvereinigung konnte man in der Regionalliga einen Mittelfeldplatz erreichen, stieg allerdings im Folgejahr als Letzter wieder ab. 2003 löste sich dann auch die Spielgemeinschaft mit dem FC Achensee auf und es folgte ein weiterer Abstieg für die Jenbacher in die Landesliga Ost. 2006/07 stieg man ebendort als Meister in die Tirolliga auf und tatsächlich gelang es, sich dort vier Jahre lang zu halten.
Es folgten nun sportlich sehr bewegte und wechselhafte Jahre: Unter Obmann Goran Zivic wurde das Umfeld auf komplett neue Beine gestellt, mit einer runderneuerten Mannschaft gelang 2012 die Etablierung in der Landesliga, in der man im Folgejahr angreifen wollte und nur knapp am Aufstieg in die Tirolliga scheiterte. Als Vizemeister der Landesliga Ost traf man in der Aufstiegsrelegation auf Zirl und zog nach zwei dramatischen Spielen schlussendlich knapp den Kürzeren. Dennoch wurde das 80-jährige Vereinsjubiläum mittels Legendenmatch und einem Gastspiel des FC Wacker Innsbruck in Jenbach gebührend gefeiert.
Und auch der Aufstieg sollte im Folgejahr als überlegener Meister unter dem Trainerteam Johannes Rieser und Rudolf Stadler gelingen. In der Saison 2013/14 sorgte man auch im TFV-Kerschdorfer-Tirol-Cup für Furore und warf unter anderem Regionalligist Kufstein aus dem Bewerb, ehe man später im Viertelfinale am heutigen Bundesligisten und damaligen späteren Cupsieger WSG Wattens scheiterte.
Nach dem Aufstieg in die Tirolliga startete man furios und wurde nach der Hinrunde gar Herbstmeister, ehe in der Rückrunde der sportliche Einbruch und ein Jahr später der Abstieg in die Landesliga folgte. Auch in dieser war man nur mäßig erfolgreich und stieg Ende der Saison 2017/2018 als Letzter in die Gebietsliga Ost ab. Unter Trainer Mario Oderich stabilisierte sich die Jenbacher Kampfmannschaft nach einer schwachen ersten Halbsaison in der Gebietsliga wieder und feierte bald auch wieder sportliche Erfolge. Zu Ende der Hinrunde der Spielzeit 2019/2020 führte man die Tabelle als Spitzenreiter an. Die Saison wurde allerdings aufgrund der Covid-19-Epidemie abgebrochen und annulliert. Ab dem 20. Juli 2020 übernahm Dr. Rudolf Stadler die Mannschaft und verhalf dieser in der Saison 2021/2022 zum Aufstieg in die Landesliga Ost. Nach dem geplanten Rückzug von Rudolf Stadler wurde der erst 24-jährige Lukas Pfurtscheller Trainer der Jenbacher. Er ist damit der jüngste Trainer, welcher eine Kampfmannschaft in Tirol anführt.

## Bekannte Spieler
- Roland Hattenberger
- Markus Deutsch
- Stefan Skrbo

## Erfolge
- 9 × Drittligateilnahme: 1973/74 bis 1976/77 (Landesliga Tirol), 1977/78 bis 1979/80 (Alpenliga), 1999/2000, 2000/01 (Regionalliga West)
- 1 × Meister der Tiroler Liga: 1999
- 1 × Achtelfinale im Österreichischen Fußballpokal: 1978/79

## Frauenfußball
Der SK Jenbach hat seit der Saison 2018/19 eine Frauenmannschaft, die mit einer Spielgemeinschaft mit dem SV Radfeld, unter dem Namen SPG Jenbach/Radfeld, in der Frauen Landesliga Ost spielt.

## Stadion
Der SK Jenbach trägt seine Spiele im Stadion Jenbach aus. Das Stadion wird im Sommer gerne von internationalen Fußballmannschaften für Testspiele oder Trainingslager verwendet. Folgende Vereine waren bereits in Jenbach zu Gast
- Dynamo Zagreb
- VfB Stuttgart
- Hamburger SV
- Olympiakos Piräus
- Dynamo Kiev
- SD Eibar
- Viktoria Pilsen
- 1. FC Nürnberg
- Eintracht Frankfurt
- FC Ingolstadt